# Operation Swesda

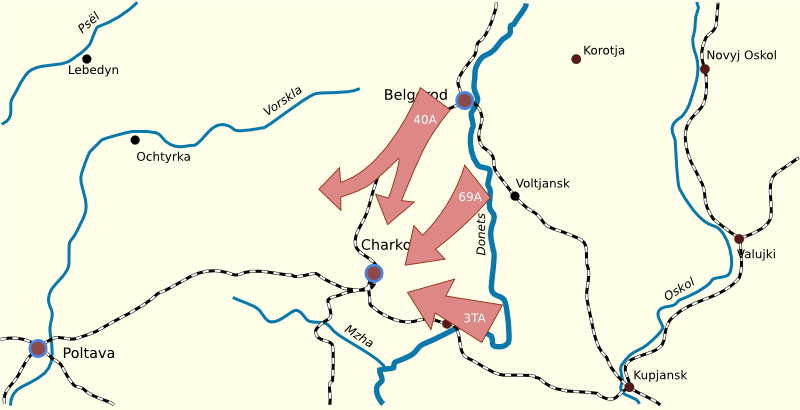
Operation Swesda; Stoßrichtungen der beteiligten sowjetischen Armeen zwischen dem 10. und 14. Februar 1943

Operation Swesda (russisch Операция «Звезда», übersetzt Operation „Stern“) war eine Offensivoperation der Roten Armee während des Zweiten Weltkrieges an der Ostfront, die am 2. Februar 1943 startete. Die Offensive war Teil der Woronesch-Charkiwer Operation, die von der Woronescher Front unter dem Kommando von Filipp Golikow durchgeführt wurde. An der Operation beteiligt waren die 40. Armee, 69. Armee und die 3. Panzerarmee.
Im Norden befreite die 40. Armee am 5. Februar die Stadt Stary Oskol, am 7. Februar Korotscha und am 9. Februar Belgorod. Die 3. Panzerarmee kämpfte am 10. Februar die Stadt Tschugujew frei. Die 69. Armee befreite an 9. Februar die Stadt Woltschansk und gemeinsam mit der aus dem Süden nach Norden eindrehenden 3. Panzerarmee am 16. Februar das Hauptziel der Operation, die Stadt Charkow. Die Truppen der 40. Armee befreiten nacheinander am 17. Februar Bogoduchow, am 23. Februar Ljubotyn und Achtyrka und am 26. Februar Gadjatsch.

## Planungen
Nach Abschluss der Operation Ostrogoschsk-Rossosch begannen die Truppen der Woronesch-Front mit den Vorbereitungen für die Offensive nach Charkow. Ziel war es, den Rückzug der deutschen Heeresgruppe B (15 Infanterie- und Panzerdivisionen der 2. Armee und der Gruppe Cramer, später Armeeabteilung Lanz) nach Westen zu verfolgen und das Charkower Industriegebiet zu befreien.
Am 23. Januar billigte Stalin den von der Stawka vorgelegten Angriffsplan für die Woronesch-Front, die Operation Swesda sollte am 28. Januar beginnen. Nach der Ausschaltung der deutschen Rossoscher Gruppe hatten die sowjetischen Truppen am 25. Januar die Linie Nowy Oskol – Walujki – Pokrowskoje erreicht. Nach dem Abschluss der Woronesch-Kastornoje-Operation hatte sich auch der rechte Flügel der Woronescher-Front (die 60. und 40. Armee) bereitzustellen, um ab 30. Januar an der Offensive teilzunehmen. Die Truppen der 38. und 60. Armee sollten die Nordflanke der Operation durch einen Angriff auf Kursk abschirmen. Der Hauptschlag sollte über den Oskol-Abschnitt in Richtung auf Belgorod und Charkow geführt werden, nach den Erwartungen sollte die Angriffsverbände am 9. und 10. Angriffstag bereits den nordwestlichen Stadtrand von Charkow erreicht haben. Das unabhängig operierende 18. Schützenkorps (Generalmajor P. M. Sykow) sollte über Wolokonowka auf Woltschansk vorgehen und den Hauptstoß auf Charkow unterstützen. Die mobile Gruppe des rechten Flügels der Woronesch-Front, das 4. Panzerkorps unter General A. G. Krawtschenko sollte mit drei Panzer- und drei Ski-Brigaden aus dem Raum Stary Oskol über Bobrowo-Dworskoje auf Belgorod vorrücken und dann gegen den nordwestlichen und westlichen Stadtrand von Charkow einschwenken.
Die Vorstoß-Tiefe für die Operation Swesda wurde auf 210 bis 240 km festgelegt, wobei die Truppen die Linie von Rakitnoje, Graiworon, Bogoduchow, Ljubotin und Merefa erreichten sollten. Für die erste Phase war vorgesehen, mit der 40. Armee die deutsche Verteidigung entlang der Eisenbahnlinie Stary Oskol-Walujki zu durchdringen und die Linie Belgorod, Woltschansk, Petschenegi bis zum Sewerski Donez zu erreichen. Für die zweiten Phase war geplant, die 3. Panzerarmee aus dem Süden her, die 40. Armee und die aus der Stawka-Reserve herangebrachte 69. Armee aus dem Nordosten und Norden zur Eroberung von Charkow anzusetzen. Die 3. Panzerarmee unter Generaloberst Pawel Rybalko zählte neben dem 12. und 15. Panzerkorps auch mehrere Schützen-Divisionen mit zusammen 57.600 Mann, 1223 Geschütze und 588 Mörser, dazu 223 Panzer. Der Armee wurde angewiesen aus dem Raum Kosinki und Kupjansk in die Offensive überzugehen und in Zusammenarbeit mit dem rechten Nachbarn (selbständiges 18. Schützenkorps und 40. Armee) die Kontrolle über Charkow spätestens am 5. und 6. Angriffstag zu übernehmen.

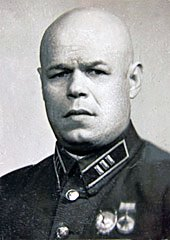
Pawel Rybalko, Kommandeur der sowjetischen 3. Panzerarmee

Der Hauptschlag der 3. Panzerarmee sollte auf der linken Flanke in Richtung Tschugujew mit der Kontrolle über die Zugänge nach Ljubotin und Walka geführt werden. In der ersten Staffel der Panzertruppen Rybalkos befanden sich vier Schützendivisionen (48., 62. Garde-, 160. und 111. und die 37. Schützenbrigade). Die zweite Staffel umfasste das 12. und 15. Panzerkorps, das 7. Kavalleriekorps (ab 19. Januar 6. Garde-Kavalleriekorps) sowie die 179. und 201. Panzerbrigade. In der Reserve des Kommandanten befanden sich zudem die 184. Schützen-Division und das 1245. Panzerabwehr-Artillerie-Regiment. An der Südflanke hatte das 6. Garde-Kavalleriekorps unter Generalmajor S. W. Sokolow den Vormarsch durch Vorstöße in Richtung auf Urazowo, Dwurechnaja, Schewtschenkowo, Andrejewka, Alexsejewskoje und Bespalowka zu decken. Die 111. Schützendivision wurde mit der Aufgabe betraut, aus dem Tscherwona-Tal in Richtung Smorodkowka, Arkadjewka in die Offensive überzugehen, die Linie Gusinka – Smorodkowka bis zum Ende des ersten Einsatztages zu erreichen und die Kommunikation mit der 350. Schützendivision der links stehenden 6. Armee (Generalmajor F. M. Charitonow) aufrechtzuerhalten und gleichzeitig die 3. Panzerarmee vor deutschen Gegenangriffen aus dem Süden und Südwesten zu decken. Das 6. Garde-Kavalleriekorps sollte zu einer weiträumigen Umfassung aus dem Süden ansetzen, um sich mit der 40. Armee zu verbinden, die deutschen Rückzugwege blockieren und die Annäherung der gegnerischen Reserven verhindern. Die der Armee des General Rybalko zugeteilten Schützendivisionen sollten vorausgehen, konnten aber nicht vor dem 29. bis 31. Januar versammelt werden. General Rybalko wandte sich darauf an seinen Oberbefehlshaber, um den Beginn der Offensive auf den 2. Februar zu verschieben, diese Bitte wurde von General Golikow gewährt.
Die Rote Armee verfügte bei der Operation Swesda über etwa 346.000 Soldaten, die deutsche Verteidigung im Raum Charkow zählte zu Beginn der Kämpfe über etwa 90.000 Soldaten. Die Ankunft neuer Truppen ermöglichte es dem deutschen Oberkommando, die Lücke zwischen der Heeresgruppe B (von Weichs) und der Heeresgruppe Don (von Manstein), die durch die Operationen Woronesch-Kastornoje und Ostrogosch-Rossosch entstanden waren, zu schließen. Die Armeeabteilung Lanz wurde Ende Januar 1943 zwischen Belgorod und Lissitschansk aufgestellt, um die Flanken der Heeresgruppen mit vorerst zwei Divisionen zu decken. Die Verteidigung der Armeeabteilung Lanz hatte die Aufgabe, bis zum Eintreffen des II. SS-Korps im Raum Charkow stand zuhalten. Um die Frontlücke nördlich von Charkow zu schließen, wurde die 168. Infanterie-Division zur Heeresgruppe B verlegt, zudem nahm die Division Großdeutschland nordöstlich von Charkow und die 298. Infanterie-Division Positionen im Südosten der Stadt bis Kupjansk ein. Das aus Frankreich herangeführte II. SS-Korps mit den drei Divisionen – „Leibstandarte“, „Reich“ und „Totenkopf“ wurde von General Paul Hausser geführt und sollte im Raum Charkow zu Gegenangriffen antreten. Auch die 320. Infanterie-Division unter Generalmajor Postel traf dort aus dem Westen ein.

## Wehrmacht
Armeeabteilung Lanz, General der Gebirgstruppe Hubert Lanz
- 26. Infanterie-Division, Generalleutnant Friedrich Wiese
- Teile 88. Infanterie-Division, Generalleutnant Friedrich Gollwitzer
- 168. Infanterie-Division, Generalleutnant Dietrich Kraiss
- Division Großdeutschland, Generalmajor Walter Hörnlein
- 298. Infanterie-Division, Generalmajor Herbert Michaelis

II. SS-Korps, SS-Obergruppenführer Paul Hausser
- 1. SS-Panzergrenadier-Division Leibstandarte, SS-Oberst-Gruppenführer Sepp Dietrich
- 2. SS-Panzergrenadier-Division Das Reich, SS-Brigadeführer Herbert-Ernst Vahl
- 3. SS-Panzergrenadier-Division Totenkopf, SS-General Theodor Eicke
- 320. Infanterie-Division, Generalmajor Georg-Wilhelm Postel

## Woroneschfront
40. Armee, Generalleutnant Kirill Semjonowitsch Moskalenko
- 100. Schützen-Division, Generalmajor Franz Josifowitsch Perchorowitsch
- 107. Schützendivision, Generalmajor Pjotr Maximowitsch Beschko
- 183. Schützen-Division, Oberst Alexander Stepanowitsch Kostitzyn
- 303. Schützen-Division, Generalmajor Iwan Iwanowitsch Ladygin

18. Schützenkorps, Generalmajor Pjotr Maxsimowitsch Sykow
- 25. Garde-Schützendivision, Generalmajor Pawel Mendeljewitsch Schafarenko
- 340. Schützen-Division, Generalmajor Sarkis Sogomonowitsch Martirosjan
- 309. Schützen-Division, Generalmajor Michail Iwanowitsch Menschikow
- 8. Artillerie-Division, Oberst Pjotr Michailowitsch Roschanowitsch
- 2. leichte Artillerie-Brigade,
- 12. und 28. Haubitzen-Artillerie-Brigade
- 15. Garde-Mörser-Brigade, Oberstleutnant Pjotr Iwanowitsch Frantschenko

4. Panzerkorps, Generalmajor Andrei Grigorjewitsch Krawtschenko
- 21. Garde-Panzerbrigade, Oberst Kusma Iwanowitsch Owscharenko
- 6. Garde-motorisierte Schützenbrigade, Oberst Alexander Michailowitsch Schekal
- 192. Panzerbrigade, Oberstleutnant Pjotr F. Schewtschenko
- 116. Panzerbrigade, Oberst Vadim Gawrilowitsch Romanow

69. Armee, Generalleutnant Michail Iljitsch Kasakow
- 180. Schützen-Division, Oberst Isaak Jakowlewitsch Maloschizki
- 305. Schützen-Division, Oberst Alexander Fjodorowitsch Wasiljew
- 161. Schützen-Division, Generalmajor Pjotr Vakulowitsch Tertyschni
- 270. Schützen-Division, Oberstleutnant Nikolai Dmitrijewitsch Poljatkow
- 173. Schützen-Division, Generalleutnant Wassili Alexandrowitsch Mischulin

48. Schützenkorps, Generalmajor Zinowi Zacharowitsch Rogoschni
- 375. Schützen-Division, Oberst Pjotr D. Goworunenko
- 89. Schützen-Division, Oberst Michail Petrowitsch Serjugin

35. Schützenkorps, Generalleutnant Sergei G. Gorjatschew
- 93. Schützen-Division, Generalmajor Wladimir Tichomirow
- 94. Garde-Schützendivision, Oberst Iwan G. Ruski
- 96. Panzerbrigade, Oberst Andrei Michailowitsch Popow

3. Panzerarmee, General Pawel Rybalko
- 21. Schützen-Division, Generalmajor Wassili Petrowitsch Kotelnikow
- 48. Garde-Schützen-Division, Generalmajor Nikolai Matwejewitsch Makowtschuk
- 62. Garde-Schützen-Division, Generalmajor Georgi Michailowitsch Saitzew

49. Schützenkorps, Generalmajor Juri Nikititsch Terentjew
- 111. Schützen-Division, Oberst Stepan Pawlowitsch Chotejew
- 160. Schützen-Division, Oberst Ernest Schanowitsch Sedulin
- 184. Schützen-Division, Oberst Samuil Trofimowitsch Koida
- 37. Schützenbrigade, Oberst Boris Wladimirowitsch Guschtschin

15. Panzerkorps, Generalmajor Wassili Alexejewitsch Kopzow (gefallen am 3. März)
- 88. Panzerbrigade, Oberst Iwan Iwanowitsch Sergejew
- 113. Panzerbrigade, Oberst Andrei Georgjewitsch Swiridow
- 195. Panzerbrigade, Oberst Semen Wassiljewitsch Levi
- 52. motorisierte Schützen-Brigade, Oberst Alexandr Alexejewitsch Golowatschew
- 179. Panzerbrigade Oberst Filipp Nikitowitsch Rudkin

12. Panzerkorps, Generalmajor Mitrofan Iwanowitsch Sinkowitsch
- 30. Panzerbrigade, Oberstleutnant Ljudwig Iwanowitsch Kurist
- 97. Panzerbrigade, Oberst Iwan Timofejewitsch Potapow
- 106. Panzerbrigade, Oberst Iwan Iwanowitsch Krasnyich
- 13. motorisierte Schützen-Brigade, Oberstleutnant Nikolai Lawrentjewitsch Michailow
- 253. Schützen-Brigade, Oberst Alexander Petrowitsch Krutichin

6. Garde-Kavallerie-Korps, Generalleutnant Sergei Wladimirowitsch Sokolow
- 8. Garde-Kavallerie-Division, Generalmajor Dmitri N. Pawlow
- 13. Garde-Kavallerie-Division, Oberst Nikolai Wladimirowitsch Gorin
- 201. separate Panzer-Brigade

## Verlauf
Am Morgen des 2. Februar gingen die Truppen der 3. Panzerarmee der Woronesch-Front und der 6. Armee der Südwestfront in die Offensive. Die Luftunterstützung der Truppen erfolgte durch die 2. Luftarmee unter Generalmajor K. N. Smirnow. Die aus dem 18. Schützenkorps hervorgegangene 69. Armee unter Generalleutnant M. I. Kasakow sollte den Hauptstoß auf Charkow unterstützen. Die bei der Woroneschfront rechtsseitig eingesetzte 40. Armee des Generalleutnants K. S. Moskalenko griff bei der Operation Swesda erst am 3. Februar um 9 Uhr in Richtung auf Belgorod an. Sie bestand aus sechs Schützendivisionen (25. Garde-, 183., 309., 107., 340. und 305.), der 129. Schützenbrigade, drei Skibrigaden, dem 4. Panzerkorps und mehreren eine Artillerie-Divisionen. Außerdem wurden die 303. und 100. Schützendivision von der 60. Armee als Verstärkung zur 40. Armee gesandt. In der ersten Staffel operierten am ersten Angriffstag die 309., 340., 305. und 100., dahinter folgten in zweiter Staffel die 183. Schützendivision und eine Panzerabteilung. An der rechten Flanke gelang es der 100. und 305. Schützendivision schnell in Richtung Korotscha durchzubrechen. Generalleutnant K. S. Moskalenko befahl der 340. Schützendivision (Generalmajor S. S. Martirosjan) die Stadt im Norden und der 100. Schützendivision (Generalmajor F. I. Perchorowitsch) im Süden zu umgehen. Infolge dieser Bedrohung zog sich die deutsche Garnison in Richtung auf Schebekino und Woltschansk zurück, am 7. Februar fiel Korotscha in die Hände der 305. Schützendivision.
Am linken Flügel der 3. Panzerarmee, besetzte das 15. Schützenkorps (Generalmajor A. S. Grjasnow) am 3. Februar die Stadt Kupjansk, eingesetzt war die 350. (Generalmajor Alexsander Pawlowitsch Gritsenko) und der 172. Schützen-Division (Oberst Nikolai S. Timofejew), welche von der 115. Panzerbrigade (Oberst Anton Michajlowitsch Melnikow) unterstützt wurden. Den Erfolg der 6. Armee nutzend, riss das sowjetische 12. und 15. Panzerkorps die deutsche Verteidigung auf 35 Kilometer Breite zwischen Woltschansk und Isjum auf und überschritt den Donez-Abschnitt. Am 4. Februar erreichte die 3. Panzerarmee bei Tschugujew den Donez, konnte jedoch am Widerstand der SS-Division „Leibstandarte“ nicht über den gefrorenen Fluss vordringen. Am 5. Februar wurde die Lage am rechten Flügel der 3. Panzerarmee gefährlich: Teile der Division „Das Reich“, starteten einen Gegenangriff in Richtung Olchowatka und Welikje Burluk, wo die 48. Garde-Schützendivision verteidigte. Um diesem Angriff zu begegnen, führte General Rybalko die 184. Schützendivision mit Unterstützung der 179. Panzerbrigade und das 1245. Panzerabwehr-Artillerie-Regiments in den Kampf ein. Vier Tage lang gab es auf der rechten Seite der Armee hartnäckige Kämpfe mit den deutschen Einheiten. Nur dem 6. Garde-Kavalleriekorps gelang es Nowy Wodolag zu erreichen, das sich an der linken Flanke der feindlichen Charkow-Gruppe befand.
Im Zusammenhang mit dem erfolgreichen Vormarsch der flankierenden Gruppierungen der Woronesch-Front gegenüber der Charkower Verteidigung drohte der Division „Das Reich“ die Einkreisung. Am 9. Februar beendete die Division „Das Reich“ ihre Angriffe und begann sich am westlichen Ufer des Sewerski-Donez nach Charkow zurückzuziehen. Unter günstigen Bedingungen befreite die 3. Panzerarmee Petschenega, Tschugujew und erzielte weiteren Raumgewinn in Richtung Charkow. Es war den Truppen Rybalkos jedoch nicht möglich, die Stadt Charkow im Handstreich zu nehmen, da die deutsche Truppen in der Region Rogan (20 km südwestlich von Charkow) hartnäckigen Widerstand leisteten.
Am 9. Februar befreite die 40. und 69. Armee im Kampf mit dem deutschen Korps Lanz (Division Großdeutschland, 26., Teile 88. und 168. Infanterie-Division) Belgorod und formte einen Brückenkopf über den Donez. Truppen der sowjetischen 40. Armee besetzten Belgorod, gleichzeitig rückte die 69. Armee in Woltschansk ein. Südlich davon hatte das 6. Garde-Kavalleriekorps über Andejewka den Feind umgangen und stieß auf Merefa vor. Zur gleichen Zeit ging das 5. Garde-Panzerkorps (vormals 4. Panzerkorps), das nach der Ausräumung des Kessels von Kastornoje in die Kämpfe eingriff, in die Offensive. In der Angriffszone der 40. Armee fand man wenig Widerstand, die 116. Panzerbrigade unter Oberst V. G. Romanow (separate Panzerregimenter 59., 60. und 61.) rückte von Norden nach Charkow vor. Mit dem Erfolg der Panzerformationen näherten sich die Schützendivisionen der 40. Armee dem nördlichen und nordwestlichen Stadtrand von Charkow. Schneller als am südlichen Abschnitt war der Vormarsch der 40. Armee, die am 10. Februar die 168. Infanterie-Division und die Division Großdeutschland zum Rückzug zwang und daraufhin mit vier Schützendivisionen von Nordwesten her auf Charkow vorstieß.
Am 13. Februar befreiten diese Verbände Dergatschi und Olschany und bedrohten die Stadt vom Nordwesten. Gleichzeitig hatte die 340. Schützendivision unter Generalmajor S. S. Martirosjan mit Panzerunterstützung die innere Verteidigungslinie Charkows erreicht. Sie stieß am folgenden Tag weiter vor und drang in die nordwestlichen Vororte ein. Hitler forderte von General Lanz auf, Charkow unter allen Umständen zu halten, dessen Verlust das Ansehen Deutschlands nach der Niederlage vor Stalingrad zudem beeinträchtigt hätte. Die 340. Schützendivision näherte sich mit dem Schützen-Regiment 1140 (Major D. D. Boiko) der Stadt und bereitete sich darauf vor in Charkow einzudringen. Dabei halfen der Guerillaführer A. G. Dreguljas und drei Mädchen aus Charkow – Natascha Scheretina, Ljuba Alexschina und Nina Sidenko. Sie erkundeten die Positionen der deutschen Streitkräfte und deuteten Boiko einen sicheren Weg durch ein Waldgebiet. Zu dieser Zeit näherten sich auch Einheiten der 69. Armee dem nordöstlichen Rand der Stadt. Am 14. Februar gelang es auch dem 12. und 15. Panzerkorps sowie der 160. Schützen- und der 48. Garde-Schützendivision der 3. Panzerarmee, in die östlichen Vororte der Stadt vorzudringen. Die Kämpfe wurden bis zu den nordöstlichen Vororten Charkows ausgeweitet. Am gleichen Tag gelangte auch die 183. Schützendivision bis Sokolniki am nördlichen Stadtrand und stieß gegen Abend bereits auf das Stadtzentrum vor. Die vorderen Stoßkräfte der 40. Armee, bestehend aus dem 5. Garde-Panzerkorps (Generalmajor Krawtchenko), der 305. Schützendivision und der 6. motorisierten Garde-Schützenbrigade umgingen unterdessen die Stadt und besetzten bei Ljubotin die Hauptausfallstraße der deutschen Verteidiger nach Westen. Das 5. Garde-Panzerkorps, die 340., 25. Garde-, 183., 309., und 100. Schützendivision der Generale S. S. Martirosjan, P. M. Schafarenko, A. S. Kostitzyn, M. I. Menschikow und F. I. Perchorowitsch drangen von mehreren Seiten in die Stadt ein. Von Süden drangen gleichzeitig Kräfte der 3. Panzerarmee auf Osnowo vor und drohten die in Charkow kämpfenden deutschen Kräfte, bestehend aus der Division Großdeutschland (im Westteil der Stadt), der 2. SS-Division „Das Reich“ (im Norden), dem verstärkten Panzergrenadierregiment der 1. SS-Division „Leibstandarte“ (im Westteil) und der 320. Infanterie-Division (im Südosten) einzuschließen.
Am Morgen des 15. Februar starteten Truppen der sowjetischen 40., 69. und 3. Panzerarmee den Angriff auf Charkow. Die Stadt wurde vom 2. SS-Panzerkorps gehalten, das über etwa 200 Panzer verfügte. Um 17 Uhr säuberten die Truppen der 40. Armee die südwestlichen, westlichen und nordwestlichen Teile der Stadt. Das Kommando des 2. SS-Panzerkorps sah die Sinnlosigkeit des Widerstands, befürchtete die Einkesselung und begann sich nach Südwesten zurückzuziehen. Am 16. Februar um 12 Uhr war Charkow vollständig vom Feind befreit. Nach der Befreiung von Charkow erhielten die 3. Panzer- und die 69. Armee die Aufgabe, nach Poltawa und die verbleibenden Frontkräfte weiter nach Westen vorzurücken. Zu diesem Zeitpunkt bestand die 3. Panzerarmee nach herben Verlusten noch aus 49.663 Mann, 110 Panzern, 1.044 Mörsern verschiedener Kaliber, 318 Kanonen und 189 Pak. Im Kampf um Charkow hatte allein Rybalkos Armee 11.500 Mann, 66 Geschütze, 40 Panzerabwehrkanonen und 45 Panzer verloren.

## Folgen
Am Tag des Verlustes von Charkow wurde auch die Stadt Graiworon durch die 107. Schützendivision der sowjetischen 40. Armee befreit. Am Morgen des 17. Februar ging das 15. Panzerkorps in die Offensive und eroberte bis zum Tagesende Pesochin. Am Morgen des 18. Februar wurde Ljubotin erreicht und geriet dort in hartnäckige Kämpfe mit der Grenadier-Division Großdeutschland. Das 12. Panzerkorps besetzte Besljudowka und nahm am 18. Februar gegen Mittag zusammen mit der 111. Schützendivision (Oberst I. G. Siberow) Merefa ein.
Bei der Fortsetzung der Offensive stieß das 12. Panzerkorps an der Mia auf heftigen deutschen Widerstand und musste daher in westlicher Richtung abschwenken, am 20. Februar umgingen die sowjetischen Truppen Ljubotin von Süden und Südwesten. Zu dieser Zeit hatte die 160. Schützendivision Stary Mertschik erobert. Bei der Verfolgung eroberte das 15. Panzerkorps am 22. Februar im Morgengrauen Ljubotin und befreite am Ende des Tages zusammen mit dem 12. Panzerkorps den Ort Ogultzi. Die 48. Garde- und 111. Schützen-Division waren beim Kampf um Nowy Wodolaga gebunden, das 6. Garde-Kavalleriekorps konnte in Verbindung mit dem 184. Schützendivision den Ort Rjabuhine besetzen.
Am 19. Februar befahl Generalfeldmarschall von Manstein der 4. Panzerarmee, einen Gegenangriff zu starten, um den Vormarsch der sowjetischen Truppen durch Pawlograd zu stoppen, am 22. Februar wurde Pawlograd besetzt. Die Aufgabe, die Wege zum Dnjepr von Norden durch Krasnograd oder Dnepropetrowsk oder durch Poltawa oder Krementschug zu verteidigen, wurde der Armeeabteilung Kempf übertragen. Am 19. Februar startete das II.SS-Panzerkorps und das von der 4. Panzerarmee herangezogene XXXXVIII. Panzerkorps eine Gegenoffensive gegen die Kräfte des rechten Flügels der Südwestfront und erreichte die Linie Krasnograd, Nowomoskowsk, Saporoschje, Wassilewka, die sowjetischen Truppen waren gezwungen wieder nach Osten zurückzugehen. Um die Südwestfront bei der Abwehr des deutschen Gegenschlags zu unterstützen, entschied sich die Stawka für neue Angriffe der 3. Panzerarmee. Während die 3. Panzerarmee südlich von Charkow kämpfte, befreiten die Verbände der 40. Armee am 21. Februar Trostjanez und am 23. Februar Achtyrka und Oposchnja. Am Morgen des 23. Februar startete General Rybalko, der durch das 5. Garde-Panzerkorps (vormaliges 4. Panzerkorps unter General Krawtschenko) verstärkt worden war, eine neue Offensive in westliche Richtung. Die 3. Panzerarmee konnte diese Aufgabe jedoch nicht erfüllen, da die deutschen Truppen bereits über Walki frische Reserven heranbrachten. Das 12. Panzerkorps, das den hartnäckigen Widerstand des Feindes überwunden hatte, eroberte Walki am 25. Februar zusammen mit der 25. Garde-Schützendivision und einem Teil der Streitkräfte der 303. Schützendivision der 69. Armee. Am 27. Februar erreichte ein Panzerkorps der 3. Panzerarmee Warwarowka, wo es auf hartnäckigen Widerstand traf und gestoppt wurde.
Gemäß der Direktive Nr. 30059 der Stawka vom 28. Februar, wurden die 3. Panzerarmee und die mobile Kavalleriegruppe des Generals Sokolow der Südwestfront zugeteilt. Dem Frontkommandeur wurde befohlen, die Armee und die mobile Gruppe Sokolow zu benutzen, um den wieder vorrückenden Gegner mit einem Flankenangriff aufzuhalten. Am südlichen Flügel wurde das 6. Garde-Kavalleriekorps am 24. Februar mit der 184., 219. und 350. Schützendivision und der 201. unabhängigen Panzerbrigade verstärkt. Das 15. Panzerkorps rückte mit 19 Panzern in Kegichewka ein auch das 12. Panzerkorps erschien am 28. Februar mit 20 Panzern. Der Befehlshaber der Woronesch-Front wurde angewiesen den linken Flügel der Front zu verstärken. Einheiten der Panzergruppe des Generals M. M. Popow musste 20 km von der Stadt Saporoschje anhalten, weil es an Treibstoff mangelte. Am 25. Februar besetzten deutsche Truppen Losowaja und am 27. Februar Panjutino.
Am 4. März starteten die deutsche Truppen in der Dritten Schlacht bei Charkow (1943) von Süden her den entscheidenden Gegenangriff auf Charkow. Am 12. März begannen Straßenschlachten, am 14. März waren die Stadt und die sowjetische 3. Panzerarmee vollständig umzingelt. Am 14. März beschloss Generalmajor J. J. Below, der als Stellvertreter Rybalkos die Verteidigung der Stadt leitete, in südöstlicher Richtung zwischen Smijow und Tschugajew auszubrechen. Schließlich gelang der deutschen 4. Panzerarmee die Rückeroberung von Charkow.